# ビフロンス

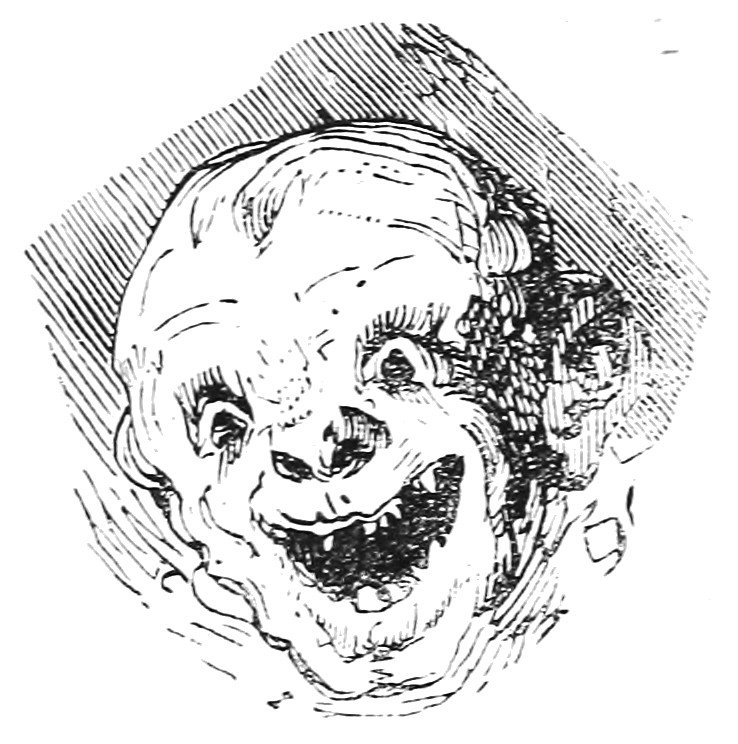
コラン・ド・プランシー著『地獄の辞典』第6版（1863年）「ビフロンス」の項の挿絵。

ビフロンス（Bifrons）は、悪魔学における悪魔の一人。

## 概要
ビフロンズ、ビフロンとも呼ばれる。『ゴエティア』によると、26の軍団を率いる序列46番の地獄の伯爵。『悪魔の偽王国』には爵位が示されていない。『地獄の辞典』の「地獄帝国」の項目では騎士として名が挙がっている。
召喚者の前に現れる時の姿は不明だが、召喚者に命令されるまで魔物の姿でいるともされる。占星術や幾何学に精通しており、宝石、薬草や木などの効能をよく知る。死体を入れ替える、死者の墓にロウソクを灯すともいわれ、降霊術やネクロマンシーと関連付けられることもある。
名前がラテン語で「双頭の」を意味し、ローマ神話のヤーヌスに名前の起源がある可能性がある。